# Alchemilla transpolaris
Alchemilla transpolaris é uma espécie de rosácea do gênero Alchemilla, pertencente à família Rosaceae.